# جيوفاني بادوفاني
جيوفاني بادوفاني (ولد عام 1512 تقريبًا) هو رياضياتي وفلكي إيطالي. عاش في فيرونا وتتلمذ على يدي بيترو بيتاتي. نشر بادوفاني عدد من الأطروحات في العديد من المواضيع الفلكية والرياضية، أشهرها أطروحة حل المزولة تسمى Opus de compositione et usu multiformium horologiorum solarium, pro diversis mundi regionibus, idq(ue) ubique locorum tam in superficie plana horizontali quam murali quoruscumqu(ue) exposita sit, pertractans، والتي نشرها في البندقية عام 1570، وأعاد كتابتها بتوسع عام 1582.
تضمنت تلك المخطوطة تعليمات حول صناعة وطرق تنصيب المزاول الرأسية والأفقية، كما تضمنت جداول درجات ميول الشمس عند خطوط العرض الجغرافية المختلفة، مع حسابات لخطوط العرض تلك. الجزء الأخير من المخطوطة يتضمن وصف لمزولة معايرة لقياس الساعات غير المتساوية.